# 보응우옌잡
보응우옌잡(베트남어: Võ Nguyên Giáp，武元甲, 1911년 8월 25일 ~ 2013년 10월 4일)은 베트남의 장군이자 정치인으로, 《인디펜던트》에서는 보응우옌잡을 "20세기의 가장 뛰어난 장군 중 한 명"으로 평가했다. 보응우옌잡은 호찌민 정부의 내무부장, 비엣민과 베트남 인민군의 총사령, 베트남 국방부장, 베트남의 정부부수상을 지냈다. 보응우옌잡은 1976년 베트남 공산당으로 명칭을 바꾸는 베트남 노동당의 정치국 위원이기도 했다.
보응우옌잡은 제2차 세계 대전 당시 일본의 베트남 점령에 맞서 비엣민 저항군을 이끈 군 지도자로 복무했다. 보응우옌잡은 군사 훈련을 받지는 않았으며 당시 프랑스어 학교에서 역사 선생을 맡고 있었고, 나폴레옹과 T. E. 로렌스 같은 역사적 군 지도자들의 영향을 받았다. 일부 서구 자료에서는 보응우옌잡을 별명인 '붉은 나폴레옹'이라고 부르기도 한다. 제1차 인도차이나 전쟁 때 보응우옌잡은 비엣민을 암호학을 익힌 정예보병으로 바꾸어놓았고, 비엣민은 포병과 병참 체계가 갖춰졌으며, 현대화된 프랑스 극동원정군단과 베트남 국군을 상대할 수 있게 되었다. 제임스 A. 워렌에 따르면, 보응우옌잡은 매우 훌륭한 병참 전문가로, 가디언지가 20세기 가장 뛰어난 건축물 중 하나로 꼽은 호찌민 루트는 보응우옌잡이 초석을 다진 것이다.
베트남 전쟁 당시 베트남 인민군의 사령관으로서, 보응우옌잡은 미국과 남베트남을 상대로 승리를 거둔 북베트남의 승리에 대해 언급할 때 자주 등장한다. 최근 학자들은 반띠엔중, 호앙반따이와 같은 다른 북베트남 군사 지도자들도 주목하고 있지만, 그럼에도 불구하고 보응우옌잡은 재래전에서 더 강력한 군대였던 베트남 공화국군에게 큰 피해를 입힐 정도로 베트남 인민군을 기계화된 제병연합부대로 탈바꿈시켰다는 데에서 중요한 역할을 했다고 평가받는다.

## 생애

### 유년기
보응우옌잡은 1911년 8월 25일(또는 1912년) 프랑스령 인도차이나 꽝빈성에서 태어났다. 보응우옌잡의 부모였던 보꽝응이옌과 응우옌티끼엔은 농사를 지었다.
보응우옌잡의 아버지는 1880년대 껀브엉 운동에 참여한 소수 관료이자 베트남 민족주의자였다. 보응우옌잡의 아버지는 1919년 프랑스 식민지 당국에 의해 전복 활동으로 체포되었고 몇 주 후 감옥에서 사망했다. 보응우옌잡은 두 명의 자매와 한 명의 형제가 있었고, 아버지가 투옥된 직후 그의 자매 중 한 명도 체포되었다. 비록 그녀는 오래 구금되지 않았지만, 감옥 생활로 보응우옌잡의 자매 역시 병들었고 결국 석방된 지 몇 주 후에 죽었다. 1924년 13세의 나이에 보응우옌잡은 후에에 있는 프랑스인이 운영하는 국립 고등학교에 다니기 위해 집을 떠났다. 이 학교에는 학교 설립자의 아들이었던 응오딘지엠과 관료의 아들이었던 호찌민도 다녔다.
1925년 보응우옌잡은 1924년 설립된 지하조직 탄비엣 혁명당에 가입했고, 여기서 공산주의에 대해 알게 되었다. 보응우옌잡은 1930년 학생 시위에 참가한 혐의로 체포되어 라오보우 교도소에서 2년형을 선고받고 13개월을 복역했다.

## 독립 운동과 베트남 전쟁
1926년 학생 시절 베트남청년혁명당에 가입했고 1930년에 학생 파업을 지지했다는 이유로 프랑스 경찰에 체포당해 징역 3년형을 선고당했으나 수개월 후에 석방되었다.
보응우옌잡은 베트남에 돌아와 1933년 하노이 대학 역사학과에 들어갔고 1938년 꽝 타이와 결혼해 공산당에서 활동했으나 1939년 공산당이 불법으로 선고되어 부인과 처형이 체포당했다. 처형은 단두대로 보내져 처형당하고 사랑하는 부인은 종신형을 선고당했다가 15년 형으로 감형되었으나 3년 뒤에 감옥에서 죽었다.
1940년 보응우옌잡은 베트남의 실질적인 해방 투쟁을 위해서는 무력 집단이 있어야 함을 절실히 깨달았다. 그는 무장투쟁의 길로 나서기 위해 중화민국으로 건너가 윈난육군강무학교에 입학해 기초 전술과 군사전략을 배운다. 보응우옌잡은 이때부터 제 궤도에 올라 제격에 맞게 적극성을 띤 무장투쟁의 길로 들어섰다.
1941년 베트남 독립동맹회가 결성된 이후 그는 당군(베트남 선전해방군)을 조직하는 데에 주도적인 역할을 하였는데, 이 당시 그는 중국 공농홍군의 체계를 모방하여 동맹회의 군대를 구성하였다. 그는 독립동맹회에서 군을 지휘하는 최고 민간 조직인 군사위원회의 위원이 되었다. 그는 베트남 독립동맹회 당군을 강화하기 위해 토족 게릴라 지도자 츄반탄과 동맹하였고, 호찌민과 함께 베트남의 독립을 쟁취하려고 노력했다. 이와 더불어 미국 OSS가 호치민의 염원에 따라 베트민을 지원하자, OSS와 협력하여 대일전을 준비했고, 제2차 세계대전이 끝나가던 시점인 1945년 여름에 일본군의 외곽 초소를 공격하는 작전을 전개했었다. 1945년 8월에 호찌민과 함께 군대를 하노이로 진격하게 하고 9월 2일에 베트남의 독립을 선언했다.
베트남 민주 공화국 선포 이후 프랑스가 다시 식민지배 야욕을 보이며 제1차 인도차이나 전쟁을 일으키자, 베트민군의 지휘관으로써 여러 작전을 수행했다. 1946년 프랑스의 하이퐁 포격 이후 프랑스군이 하노이에 입성하자, 이에 맞서 후방에서 교란작전을 전개했고, 최신식 화기로 무장한 프랑스군에 맞서 여러 게릴라전을 전개했다. 1950년에는 중국과 소련의 지원을 얻게되자, 이에 힘입어 중월 국경지역에서 프랑스군을 상대로 반격에 나섰으며, 특히 동케 지역을 포함하여 수천 명의 프랑스군을 사살하는 성과를 올렸다. 이에 힘입어 1951년 하노이 진격을 위해 홍강 삼각주에서 총반격에 나섰지만, 미국의 지원을 받은 프랑스군은 네이팜 폭탄을 무차별적으로 투하하면서 쓰라린 실패를 맞보았다. 이후 1952년 호아빈 전투와 나싼 전투 그리고 삼네우아 해방까지 인도차이나 여러 지역에서 프랑스군을 상대로 승리를 거두었다.
1953년 한국전쟁 휴전 협정 이후 인도차이나에 배치된 앙리 나바르 장군은 그해 11월 라오스 국경지대에 있는 디엔비엔푸에 최졍예 공수부대 11,000명을 투입하여, 방어기지를 만들자, 이에 맞서 보 응우옌 잡 장군은 5만 명 이상의 병력과 20만 이상의 시민들의 자발적인 도움을 받아, 공격을 준비했고, 1954년 3월 13일 디엔비엔푸 요새를 포격하며 공격을 감행했다. 순수히 인력으로 최소 200대 이상의 대포를 산으로 옮겨 공격을 준비한 보 응우옌 잡 장군의 군대는 프랑스군의 기지를 차례차례 함락시켰고 1954년 5월 7일 보응우옌잡이 지휘하는 베트남 인민군이 디엔비엔푸 전투에서 프랑스군을 무찌르는 쾌거를 이룩했다. 디엔비엔푸 전투에 투입된 16,000명의 프랑스군 중 최소 11,000명이 포로로 붙잡혔으며, 전 세계를 놀라게 했다. 디엔비엔푸 전투에서 승리한 베트남은 제1차 인도차이나 전쟁에서 승리했고 100년간의 프랑스 식민지 통치를 종결시켰다.
그로부터 14년 이후인 1968년 당시 구정 공세 때는 디엔비엔푸 전투의 경험을 되살려 케산에 있는 미군기지를 77일간 포위했었다. 그 후에 자신의 경험에 토대해 1961년 게릴라전에 관한 도서 《인민의 전쟁, 인민의 군대》를 집필했다. 전쟁이 끝난 1975년 이후에는 새롭게 출범된 통일 베트남의 정부 부수상과 국방부 부장을 겸했으며, 군대에는 1991년까지 남아 베트남 전쟁 도중에 매설된 엄청난 수의 지뢰와 부비트랩을 해체하는 작업을 지휘했다. 2013년 10월 4일 보응우옌잡은 노환으로 사망했다.

## 저서
- 《인민의 전쟁, 인민의 군대》(1961)
- 《잊을 수 없는 나날들》(2012)
- 《디엔비엔푸》(2019)

## 같이 보기
- 베트남
- 베트남 전쟁
- 베트남의 역사
- 중국-베트남 전쟁